# Bargny (Sénégal)
Pour les articles homonymes, voir Bargny (homonymie).
Bargny est une commune du Sénégal, située sur la côte sud de la presqu'île du Cap-Vert, à une trentaine de kilomètres de Dakar avec laquelle elle tend à s'agglomérer habité à 92 % par les Lébous. 

## Géographie

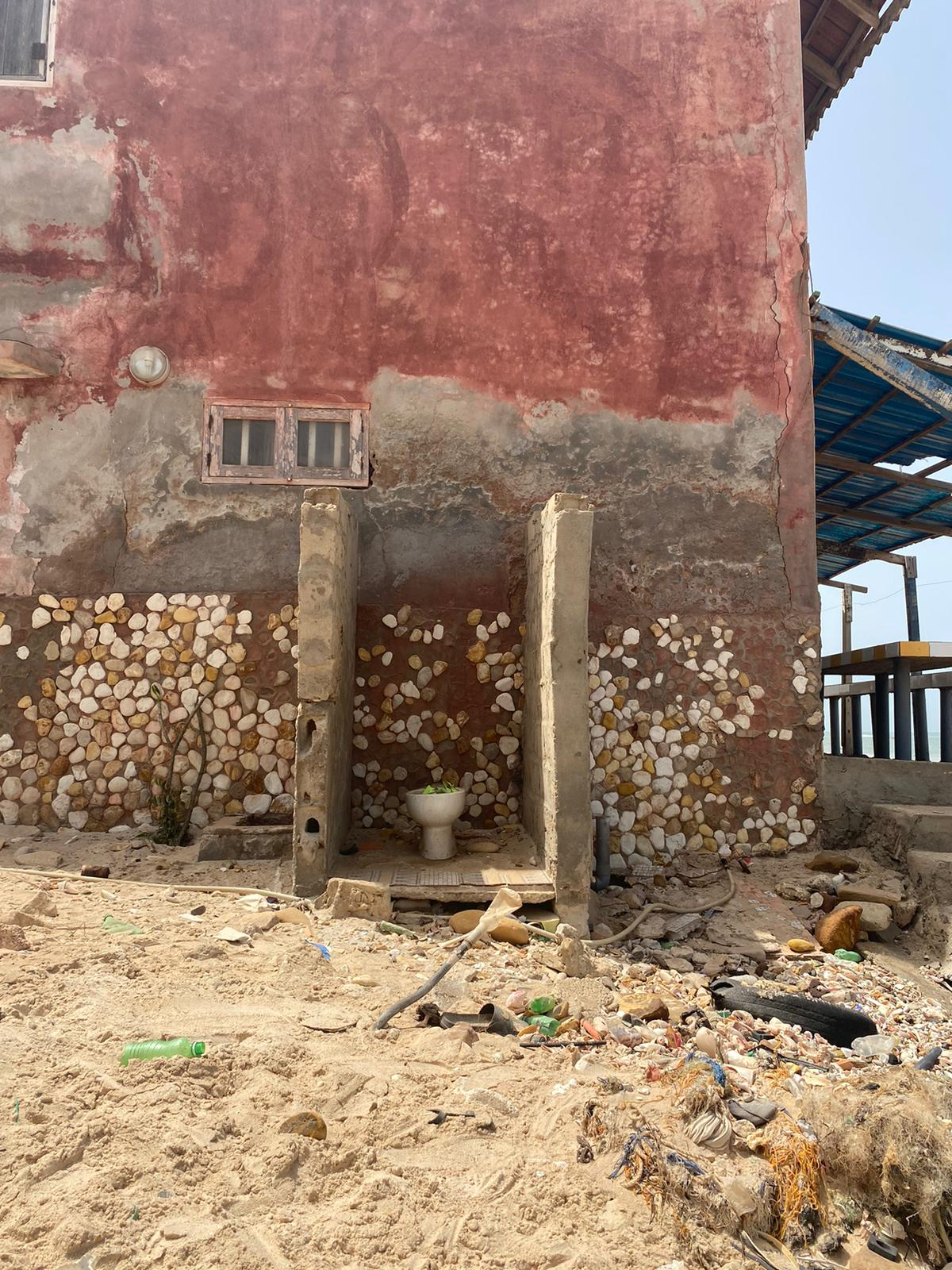
Érosion côtière.

La ville est située sur la petite côte sénégalaise à l'est de Rufisque et à 35 km de Dakar-Plateau par la route nationale RN1 ou par l'autoroute A1.
La ville est fortement exposée à la montée des eaux provoquée par le réchauffement climatique.

## Histoire

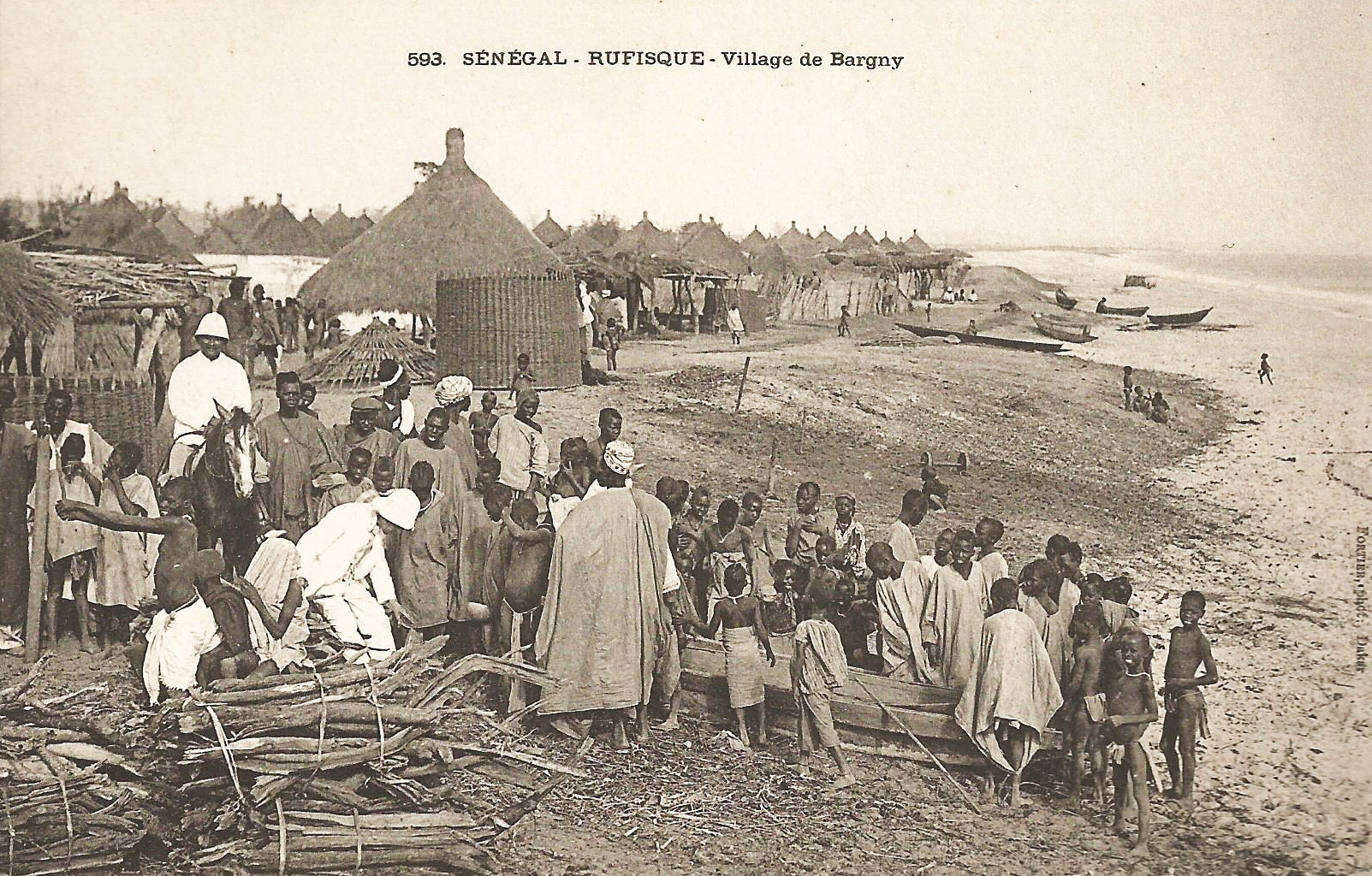
Ancien village de Bargny (AOF).

En 1933, Bargny fait partie de la commune mixte de Thiès, elle est rattachée à Rufisque en 1936. Après l'indépendance, la réforme administrative de 1964, place la localité dans la commune de Grand Dakar. La réorganisation administrative de la région du Cap-Vert en 1983, rattache Bargny à la commune de Rufisque-Bargny qui comprend les agglomérations de Rufisque, Bargny et les villages de Sendou et Minam. La localité de Bargny, détachée de Rufisque est érigée en commune en octobre 1990.

## Administration
Bargny fait partie du département de Rufisque, une subdivision de la région de Dakar.
Les quartiers de Bargny : Ndiolmane, Ngouye Daga, Santhioub Guedji, Nguène, Bayé, Marnane, Ndiayène Ngoude, Darou 1, Mboth, Missirah Cité, Gouye Ndiandia, Gouye dioulankar, Ndiayene Bargny Guèdji, Ngounou, Ndiandia, Ndiaga Samba, Gorée, Minam, Sindou, Ndaldaly, Diamalaye, Kipp fenkone, Kipp carrière, Médinatoul Mounawara 1, Medinatoul mounawara 2, Castors 3 Sococim, Cité Khalifa Ababacar Sy, Darou 2, fass-tikh Darou 1, Darou 3, Wakhandé

## Population
Lors du recensement de 2002, la population était de 36 516 habitants.
En 2019, selon les projections de l'ANSD la population communale atteint 60 898 habitants. Peuplé à 92 % par les  Lébous qui dominent Bargny Guédj, Ngoude, Miname, Mboth, Médinatoul Mounawara et à 8 % par les Peuls ( Toucouleurs et Peuls-Guinéens) vers Finkone  et Wakhandé

## Économie
La construction d'un port minéralier à Bargny fait partie des grands projets de l'État sénégalais. Cette nouvelle infrastructure serait principalement destinée aux trafics miniers — ceux qui existent déjà (par exemple les phosphates de Thiès et de Taïba) ou ceux en projet (les phosphates de Matam ou encore les minerais de fer et d'or du Sénégal oriental...). Les produits pétroliers à l'extérieur des jetées du Port de Dakar seraient également concernés.
À noter une réelle menace foncière avec l'extension des carrières de la cimenterie SOCOCIM qui a englouti toute la zone d'extension nord de Bargny.
Au sud la ville se rétrécit avec l'avancée rapide de la mer aidée en cela par l'extraction à outrance du sable marin Et enfin à l'est le rétrécissement de la commune au bénéfice de celle nouvelle de Diamniadio.

## Personnalités nées à Bargny
- Abasse Ndione (1946-2024), romancier